# Gefallenendenkmal (Mellingen)

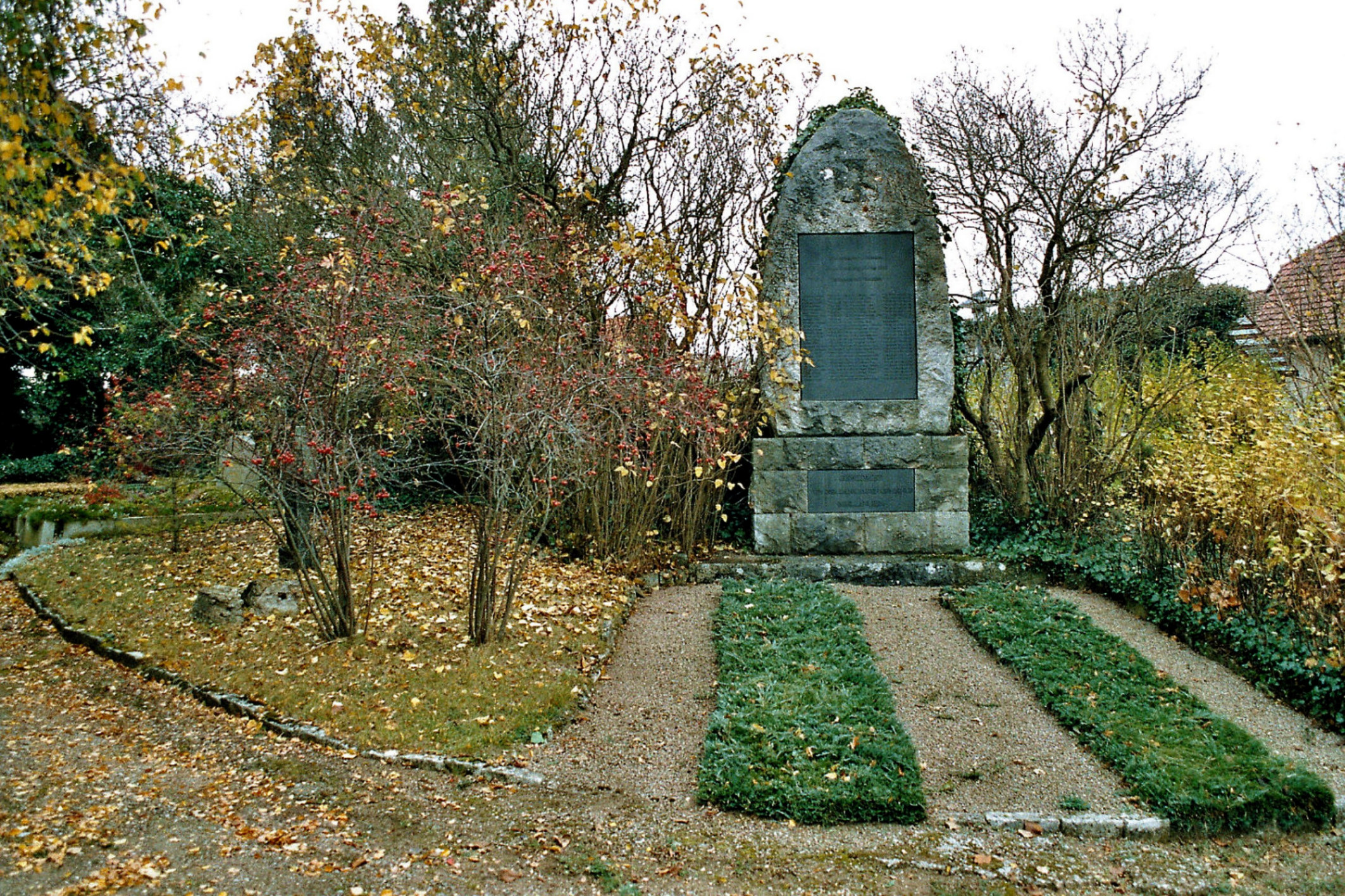
Denkmal für die Gefallenen des Ersten Weltkrieges aus Mellingen

Auf dem Friedhof hinter der Kirche im thüringischen Mellingen bei Weimar befinden sich drei Gefallenendenkmale für die Gefallenen des Ortes des Ersten und Zweiten Weltkrieges. 

## Beschreibung
Der Gedenkstein aus Travertin für die im Ersten Weltkrieg Gebliebenen steht auf dem Friedhof hinter der Kirche und trägt zwei Metallplatten. Das Denkmal Zweiter Weltkrieg befindet sich ebenfalls auf dem Friedhof. 
Auffällig ist insbesondere für das Denkmal für die Gefallenen des Zweiten Weltkrieges, dass das Denkmal nicht als solches hervorgehoben erscheint, sondern bescheiden wie ein Familiengrab gestaltet ist. Das hat seine Ursache darin, dass in der DDR derartige Denkmale von offizieller Seite her nicht gepflegt wurden. Bei der Gestaltung handelt es sich um eine private Initiative, da ihre Errichtung entweder verboten, oder keine finanzielle Unterstützung erfuhr bzw. im öffentlichen Raum nicht erlaubt wurde. Die Inschriften sind meistens verwittert. In der Mitte der Sandsteintafel und links und rechts daneben Davor liegt eine Widmungsplatte. Eingefasst ist diese Gedenkstätte mit einer mit immergrünen Efeu bedeckten Rabatte.

### Inschriften
1. Weltkrieg
Zum mahnenden Gedenken der im Weltkrieg
1914 bis 1918
Gefallenen und Vermissten
(Namen)
Gewidmet von der dankbaren Gemeinde Mellingen
2. Weltkrieg
DEN TOTEN ZUR EHRE
DEN LEBENDEN
IN GEDENKEN
AN DIE KRIEGSOPFER
1939 - 1945
(Mitte und Seitentafeln
Namen sowie nicht lesbares Zitat)

## Varia
Ein weiteres ist ein Kriegerdenkmal für die Gefallenen des Krieges von 1870/71. Auch dieses befindet sich unterhalb des Kirchberges. Auf dem Friedhof befindet sich eine Grabstätte für sechs unbekannte KZ-Häftlinge.